# Boxing Helena
Boxing Helena är en amerikansk film från 1993 i regi av Jennifer Chambers Lynch, som även skrivit filmens manus tillsammans med Philippe Caland. I huvudrollerna syns Sherilyn Fenn och Julian Sands.

## Handling
Den excentriske kirurgen Nick Cavanaugh (Julian Sands) blir trollbunden av den vackra Helena (Sherilyn Fenn). När hon skadas i en smitningsolycka vid hans bostad, kidnappar han henne och behandlar henne i hemlighet i sitt hem. Han amputerar hennes ben och senare även hennes armar...

## Rollista (urval)
- Julian Sands - doktor Nick Cavanaugh
- Sherilyn Fenn - Helena
- Bill Paxton - Ray O'Malley
- Kurtwood Smith - doktor Alan Palmer